# 岡山市立瀬戸中学校
岡山市立瀬戸中学校（おかやましりつ せとちゅうがっこう）は岡山県岡山市東区瀬戸町にある公立の中学校である。大半の生徒は岡山市立江西小学校か岡山市立千種小学校出身である。

## 概要
- 2013年には統合50周年を迎え、記念式典や記念講演会が開催された。.
- 校訓は英知・活力・気品である。
- 国際理解教育に力を入れており、国際理解教室 (Internationl undarstand room) の設置(現在は設置されていない)や、1996年にはオーストラリアのGGHS（ゴールデングローブハイスクール）と姉妹校縁組調印をした。
- 2017年6月現在、校舎を順次建て替え中である。また旧体育館が老朽化し雨漏りが起き2011年度に太陽光発電やバリアフリートイレ、ミーティングルームなどを設置した体育館が完成した。

## 沿革
（沿革節の主要な出典は公式サイト）

### 経緯
本校は1947年（昭和22年）4月28日設立の瀬戸町立万富中学校（旧・赤磐郡万富村・潟瀬村、和気郡熊山村学校組合立万富中学校）と瀬戸町・上道町学校組合立瀬戸中学校（旧・赤磐郡瀬戸町・潟瀬村、上道郡玉井村・浮田村学校組合立瀬戸中学校）が1963年（昭和38年）4月1日に統合し誕生した。

### 年表
- 1963年（昭和38年）4月1日 : 瀬戸町立瀬戸中学校設置。
- 1965年4月 : 新校舎に移転。

## 校歌
- 作詞：片山英二/作曲：寺岡宏治

片山は本校出身の弁護士であり、本校在学中に作詞した。

## 部活動
- 野球部
- サッカー部
- 女子バドミントン部
- 男子ソフトテニス部
- 女子ソフトテニス部
- 男子ホッケー部
- 女子ホッケー部
- 卓球部
- 柔道部
- 剣道部
- 科学部
- 美術部
- 家庭部
- 吹奏楽部

女子ホッケー部は2021年に埼玉県で行われた全日本中学生ホッケー選手権大会で初優勝を果たした。

## 交通
- JR山陽本線瀬戸駅
- 宇野バス国道2・250号線瀬戸駅停留所

## 通学区域が隣接している学校
- 岡山市立上道中学校
- 岡山市立旭東中学校
- 岡山市立岡北中学校
- 赤磐市立高陽中学校
- 赤磐市立磐梨中学校
- 備前市立備前中学校
- 瀬戸内市立長船中学校